# Kusong
Město Kusong (korejsky 구성시 – Kusŏng si) leží ve středu severokorejské provincie Severní Pchjongan. K roku 2008 měl bezmála dvě stě tisíc obyvatel.

## Poloha
Kusong hraničí na severu s Tägwanem, na východě s Tchäčchŏnem, na jihu s Kwaksanem a Čongdžu a na západě s Čchŏnmou.
Poblíž města leží letecká základna Panghjŏn.